# Wakaba (1934)
Pour les autres navires du même nom, voir Wakaba.
Le Wakaba (若葉) était un destroyer de classe Hatsuharu en service dans la Marine impériale japonaise pendant la Seconde Guerre mondiale.

## Historique
À sa mise en service, le Wakaba est intégré à la 2e flotte. Lors de la Seconde guerre sino-japonaise, il couvre les débarquements des forces japonaises à Shanghai et Hangzhou. À partir de 1940, il patrouille et couvre des débarquements de troupes japonaises dans le sud de la Chine et participe à l'invasion de l'Indochine française.
Au moment de l'attaque sur Pearl Harbor, le Wakaba  est navire amiral de la 21e division de destroyers du 1re escadron de destroyers (1re flotte), avec ses sister-ships Hatsuharu, Nenohi et Hatsushimo. Début 1942, il appuie l'invasion des Indes orientales néerlandaises, puis en mai, participe à la bataille de Dutch Harbor lors de la campagne des îles Aléoutiennes, patrouillant autour d'Attu, Kiska et Amchitka jusqu'à la mi-juillet. Après un entretien à l'arsenal naval de Yokosuka, il patrouille au large de Paramushiro, Shumushu, Attu et Kiska, transportant des fournitures et des renforts jusqu'en décembre.
Le Wakaba retourne dans les eaux du nord à partir de janvier 1943, poursuivant ses patrouilles de réapprovisionnement et ses missions de transport pour les îles Aléoutiennes. Le 26 mars, il participe à la bataille des Îles Komandorski avec la 5e Flotte, qu'il rejoint à la fin avril. Quatre jours plus tard, il entre en collision avec le destroyer Ikazuchi, le navire rentre donc à Yokosuka pour les réparations avec les croiseurs légers Nachi et Maya.
Après quelques réparations, il participe à l'évacuation des îles Aléoutiennes en juillet, au cours duquel il entre à nouveau en collision avec un destroyer, son sister-ship Hatsushimo. Les nouvelles réparations dureront deux mois.
À partir du 24 novembre, le Wakaba escorte le Hiyō de Kure à Truk via Manille, Singapour, Tarakan et Palau, revenant avec les Unyō et Zuihō à Yokosuka en fin d'année.
Au début de 1944, il est réaffecté au quartier général de la flotte combinée, tout en patrouillant entre Yokosuka et Truk. De février à juin, il patrouille dans les eaux du nord puis effectue deux entretiens à Ōminato à la fin de mai et à Yokosuka fin juin. En juillet, il escorte deux convois de transport de troupes pour Iwo Jima pour renforcer les positions japonaises face à un futur débarquement américain. D'août à octobre, il escorte des convois de troupes de Kure vers Taiwan et Luçon.
Le 24 octobre 1944, il participe à la bataille du golfe de Leyte, où il est coulé par des avions de l'USS Franklin, touché par une ou deux bombes au large de la côte ouest de Panay, à la position géographique 11° 50′ N, 121° 25′ E. Les Hatsuharu et Hatsushimo sauvent respectivement sauve 78 et 74 survivants.
Le destroyer est rayé des listes de la marine le 10 décembre 1944.